# Wachtersmühle
Wachtersmühle ist ein Wohnplatz der Kreisstadt Kronach im Landkreis Kronach (Oberfranken, Bayern).

## Geographie
Die einstige Einöde ist mittlerweile als Ortsstraße Wachtersflur in dem Gemeindeteil Kronach aufgegangen. Sie besteht aus einem Wohngebäude und liegt am rechten Ufer der Rodach und am linken Ufer der Haßlach, die etwas weiter südlich als rechter Zufluss in die Rodach mündet.

## Geschichte
Gegen Ende des 18. Jahrhunderts wurde die Wachtersmühle als Mahl- und Schneidmühle betrieben. Sie gehörte zur Stadt Kronach. Das Hochgericht übte das bambergische Centamt Kronach aus, Grundherr des Anwesens war das Kastenamt Kronach.
Mit dem Gemeindeedikt wurde Wachtersmühle dem 1808 gebildeten Steuerdistrikt und der im gleichen Jahr gebildeten Munizipalgemeinde Kronach zugewiesen. Auf einer topographischen Karte von 1968 wurde der Ort letztmals namentlich verzeichnet.

## Einwohnerentwicklung
| Jahr      | 001818 | 001861 | 001871 | 001885 | 001900 | 001925 | 001950 | 001961 |
| Einwohner |        | 6      | *      | *      | 9      | 5      | *      | *      |
| Häuser    | 1      |        |        | *      | 2      | 1      | *      | *      |
| Quelle    | [ 3 ]  | [ 6 ]  | [ 7 ]  | [ 8 ]  | [ 9 ]  | [ 10 ] | [ 11 ] | [ 12 ] |

## Religion
Der Ort ist römisch-katholisch geprägt und nach St. Johannes der Täufer (Kronach) gepfarrt.

## Weblink
- Wachtersmühle in der Ortsdatenbank des bavarikon, abgerufen am 20. August 2021.